# 碘酸铒
碘酸铒是一种无机化合物，化学式为Er(IO3)3。它可由高碘酸铒、高碘酸在水中于160 °C反应得到，反应会得到无水物和二水合物晶体。
它的二水合物在266 °C以下稳定，289 °C时失去两分子水，并于589 °C分解，生成碘并放出氧气。